# Theodora Petraliphaina
Theodora Petraliphaina (řecky Αγία Θεοδώρα της Άρτας, 1225?, Servia - po 1270, Arta) byla manželka epirského despoty a pravoslavná světice.

## Život
Narodila se jako dcera Jana Petraliphase, byzantského guvernéra Soluně a Makedonie. Jako dítě byla provdána za epirského despotu Michael II. Komnena Duka. Dle pověsti bylo manželství nešťastné, manžel kvůli milence Theodoru dočasně zapudil. Těhotná Theodora našla útočiště v Artě. Po pěti letech chudoby se vrátila z exilu zpět ke kajícímu se manželovi a porodila mu další potomstvo.
Po manželově smrti vstoupila do kláštera sv. Jiří v Artě, který sama založila. Zemřela po roce 1270 a byla pohřbena v klášterním kostele, kde se dochoval její náhrobek, na němž je zobrazena se synem a obklopena dvěma anděly. Žezlo v pravici a žehnající gesto levé ruky, stejně jako oděv kombinující císařské roucho s hábitem jeptišky ji představují jako vladařku i světici zároveň. Krátce po jejím skonu se u hrobu začaly dít zázraky a Theodora byla kanonizována. Kostel byl přejmenován na kostel sv. Theodory.